# Pohjoispää
Pohjoispää eller Pajuselkä är en sjö i Finland. Den ligger i kommunen Polvijärvi i landskapet Norra Karelen, i den sydöstra delen av landet, 400 km nordost om huvudstaden Helsingfors. Pohjoispää ligger 95,9 meter över havet. Arean är 12,5 hektar och strandlinjen är 3,03 kilometer lång. Sjön  ingår i Vuoksens huvudavrinningsområde. 